# Sangre de Cristo Wilderness
La Sangre de Cristo Wilderness est une aire protégée américaine située dans les comtés d'Alamosa, Custer, Fremont, Huerfano et Saguache, au Colorado. Fondée en 1993, elle protège 889,9 km2 dans la forêt nationale de Rio Grande, la forêt nationale de San Isabel et les parc national et réserve des Great Sand Dunes.

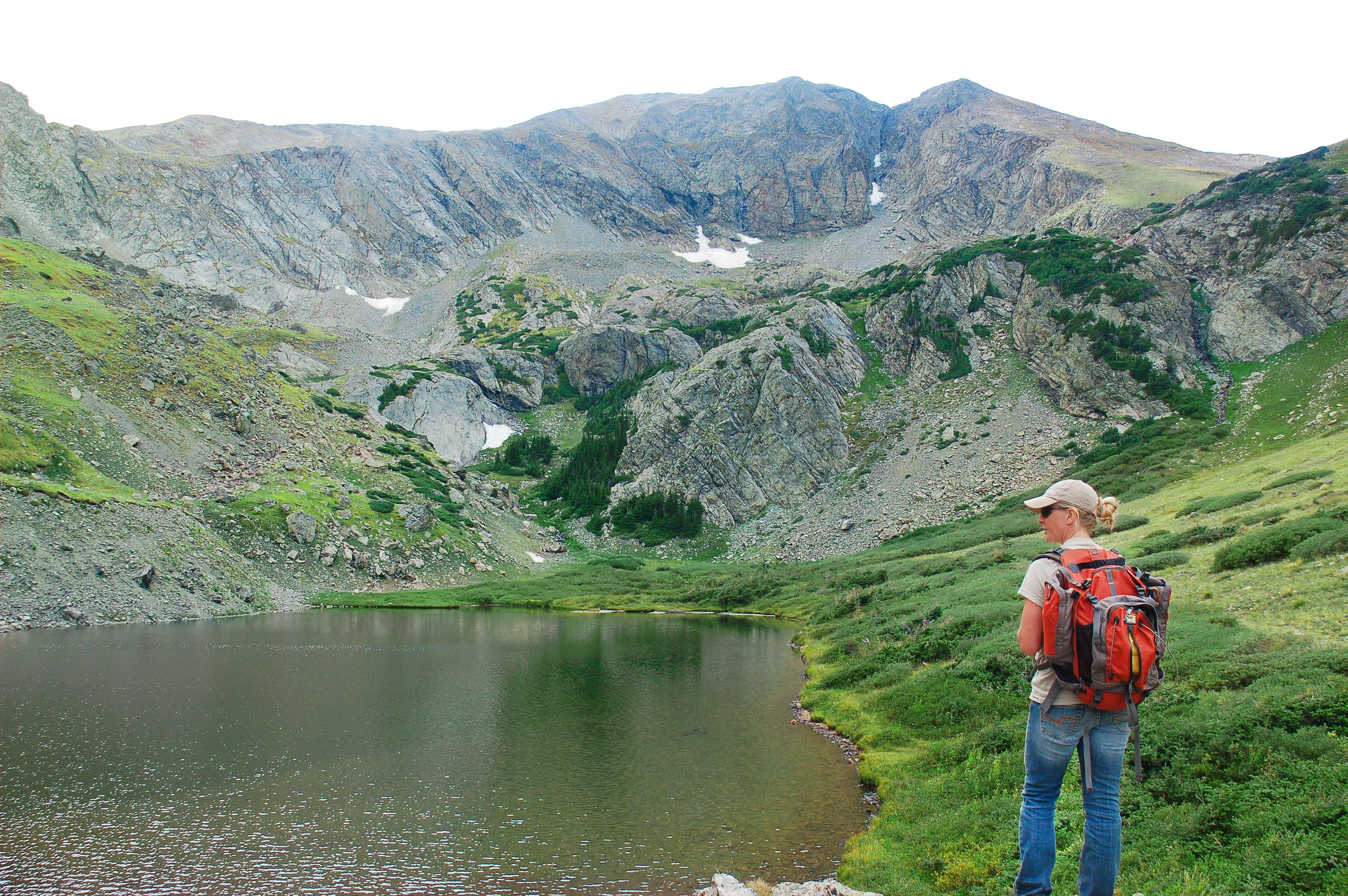
Randonneur au lac Medano.